# Tanysaccus
Tanysaccus is een geslacht van vlinders van de familie witvlekmotten (Incurvariidae).

## Soorten
- T. aenescens (Walsingham, 1888)
- T. humilis (Walsingham, 1888)
- T. sublustris (Braun, 1925)